# Markéta Gregorová
Markéta Gregorová (ur. 14 stycznia 1993 w Moście) – czeska polityk i samorządowiec, przewodnicząca Europejskiej Partii Piratów, posłanka do Parlamentu Europejskiego IX i X kadencji.

## Życiorys
W 2016 ukończyła studia z zakresu stosunków międzynarodowych i europeistyki na Uniwersytecie Masaryka w Brnie. Pracowała jako specjalistka do spraw handlu elektronicznego i testerka aplikacji internetowych. Działaczka Czeskiej Partii Piratów, obejmowała różne funkcje w jest strukturach (m.in. wiceprzewodniczącej w kraju południowomorawskim). W 2017 kierowała kampanią wyborczą do Izby Poselskiej, została następnie przewodniczącą sekcji do spraw kontaktów międzynarodowych partii.
Była wiceprzewodniczącą Europejskiej Partii Piratów, w 2018 wybrana na przewodniczącą tej organizacji (kierowała nią do 2019). Również w 2018 uzyskała mandat radnej miejskiej w Brnie. W 2019 została wybrana na eurodeputowaną IX kadencji. W 2024 z powodzeniem ubiegała się o reelekcję.